# Lieb Vaterland magst ruhig sein
Lieb Vaterland magst ruhig sein (en alemany L'estimada pàtria està en calma) és una pel·lícula alemanya del 1975 amb un guió basat en una novel·la de Johannes Mario Simmel. Dirigida per Roland Klick i protagonitzada per Heinz Domez, Catherine Allégret, Günter Pfitzmann i Georg Marischka, està ambientada en l'època de la Guerra Freda.

## Argument
Berlín Oest 1964. Fa exactament tres anys que es va construir el Mur de Berlín, tallant la ciutat i separant brutalment famílies i amics. La vida quotidiana es va anar assentant a poc a poc. Aquesta aparent "normalitat" porta turistes d'arreu del món a Berlín Oest, on el Mur esdevé una atracció turística. En aquest aniversari, quan les autoritats de la RDA estan en alerta màxima en direcció als passos fronterers i el Checkpoint Charlie, una sèrie de ciutadans de la RDA van escapar completament desapercebuts per un túnel d'est a oest de la ciutat. El món lliure s'alegra, la premsa occidental es riu de la trampa que s'ha jugat a la RDA, mentre que a Berlín Est els líders del SED bullen d'ira. El cervell darrere d'aquesta fugida reeixida és Otto Fanzelau.
Però ara la direcció del SED n'ha tingut prou. El Stasi fa temps que es va assabentar de l'activitat de Fanzelau i vol aturar l'home que, als seus ulls, està soscavant la sobirania de l'estat socialista i fent burla internacional del socialisme. L'oficial de l'Stasi Wieland exigeix que el detectiu de Berlín Est Bräsig li proporcioni un home adequat per a una operació especial. Wieland busca el conegut lladregot Bruno, que ara està sent enviat de Berlín Est a Occident d'una manera conspiradora per infiltrar-se a l'organització d'ajuda a la fugida. L'objectiu d'aquesta operació és segrestar Otto Fanzelau i portar-lo a Berlín Est, on els secuaces de l'Stasi el volen interrogar. Però tan bon punt va arribar a l'oest, Bruno es va revelar a les autoritats d'allà. Vol fugir, no tornar a la RDA, i necessita l'ajuda d'Occident per un nou començament. Bruno confia al detectiu Prangel i li fa un tracte: "Vull proposar-te un tracte clar: et donaré informació i tu em donaràs el que necessito per començar de nou. Vull quedar-me aquí, a l'oest".
A Prangel li sembla temptador convertir Bruno en un agent doble, sobretot perquè Bruno li explica el motiu del seu desplaçament a Berlín Occidental: un segrest polític de Fanzelau. Prangel es posa en contacte amb Fanzelau i li demana que fingeixi estar d'acord amb el seu segrest previst, ja que així volen arribar als caps de l'Stasi. Per tal de mantenir la fidelitat de Bruno li porten la seva xicota a l'Est. Però Bruno, que no té experiència com a agent doble, quan l'operació fracassa tem per la seva vida i només pot confiar en el seu amic occidenetal Oskar Knargenstein "Knarge".

## Repartiment
- Heinz Domez: Bruno
- Catherine Allégret: Mietzi
- Georg Marischka: Otto Fanzelau
- Günter Pfitzmann: Prangel
- Rudolf Wessely: Wieland
- Paul Glawion: Locutor de la Berliner Rundfunk
- Margot Werner: Nelly
- Rolf Zacher: Oskar Knargenstein
- Ulrich Radtke: Martini
- Gunter Berger: Kornmann
- Dietrich Frauboes: Bräsig